# El món d'ahir
El món d'ahir (El mundo de ayer, en catalán) es una revista de historia publicada en catalán (con algún artículo en castellano) por Minoría absoluta, que coge el nombre de una obra autobiográfica del escritor judío austríaco Stefan Zweig. Se trata de una publicación en papel, de unas 200 páginas, que sale con periodicidad trimestral y especial atención a su diseño y a la calidad literaria. Se autodefine con la etiqueta de historia de autor. Está dirigida por Toni Soler, con Jordi Sellas como director ejecutivo.

## Historia
La revista fue presentada el 14 de diciembre de 2016 en un acto en el Mirador del Centro de Cultura Contemporánea de Barcelona, con una mesa redonda coordinada por Anna Guitart e integrada por Francesc Serés, Antonio Baños y Ada Castells. En su primer número  colaboraron personajes como Eduardo Mendoza, Francesc Serés, Antony Beevor, Empar Moliner, Jordi Graupera, Guillem Martínez, Ariadna Trillas, Jorge Carrión, Joan Safont y Manuel Jabois, siendo la mayoría de textos originales para la ocasión.

## Contenidos

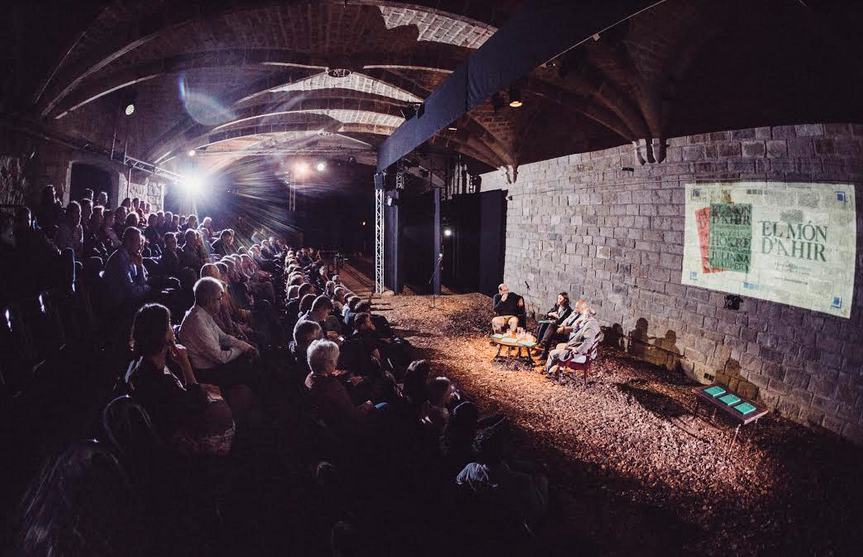
Presentación de la revista